# Paroplapoderus turbidus
Paroplapoderus turbidus es una especie de coleóptero de la familia Attelabidae.

## Distribución geográfica
Habita en Corea y China.